# Cantón de Tarbes-3
El cantón de Tarbes-3 es una división administrativa francesa, situada en el departamento de Altos Pirineos y la región de Mediodía-Pirineos.

## Composición
El cantón de Tarbes-3 incluye una parte de la ciudad de Tarbes.